# Trirhabda lewisii
Trirhabda lewisii är en skalbaggsart som beskrevs av George Robert Crotch 1873. Trirhabda lewisii ingår i släktet Trirhabda och familjen bladbaggar. Inga underarter finns listade i Catalogue of Life.